# 國際日本社會學刊
《國際日本社會學刊》（International Journal of Japanese Sociology）是一份1992年起出版的日本社會學學術期刊，由日本社會學會發行、Wiley-Blackwell出版，現任主編是東京工業大學社會學教授橋爪大三郎和九州大學社會學教授安立清史。該期刊是日本社會學會的英語刊物，收錄關於日本社會的社會學研究，含蓋政策、社群、家庭、法律、都市階級與農村環境等面向。

## 外部連結
- 《國際日本社會學期刊》在出版社官網的介紹 （页面存档备份，存于） （英文）